# بنيامين ويتاكر
بنيامين ويتاكر (بالإنجليزية: Benjamin Whittaker). (مواليد 6 يونيو 1997) هو ملاكم بريطاني محترف. بصفته هي فاز بالميدالية الفضية في كاس العالم 2020.
أسلوبه يُذكر بالأسطوري برنل ويتيكر.
الترتيب العالمي
22
الثاني والعشرون تصنيف الملاكمة - العالم وزن خفيف ثقيل -79.3 كجم / 175 رطلاً ➔
الترتيب الوطني
5
الخامس تصنيف الملاكمة - بريطانيا العظمى وزن خفيف ثقيل -79.3 كجم / 175 رطلاً ➔
المعارك السابقة الوزن الثقيل الخفيف -79.3 كجم / 175 رطلاً بنيامين ويتاكر الجراح 8-0-1 12 أكتوبر 2024 ملاكمة باطل تعادل فني (إصابة) ليام كاميرون المدفع 23-6-1
9 معارك 8 انتصارات – 89% 5 ضربة قاضية/الضربة القاضية الفنية - 63% 0 تقديم - 0% 3 قرارات - 38% 0 هزيمة - 0% 0 الضربة القاضية/الضربة القاضية - 0% 0 تقديم - 0% 0 قرار - 0% تعادل واحد - 11% 0 لا يوجد مسابقة - 0%